# 2865 Laurel
Laurel (asteroide 2865) é um asteroide da cintura principal com um diâmetro de 14,73 quilómetros, a 2,3804401 UA. Possui uma excentricidade de 0,0705584 e um período orbital de 1 497,08 dias (4,1 anos).
Laurel tem uma velocidade orbital média de 18,61123406 km/s e uma inclinação de 14,29775º.
Este asteroide foi descoberto em 31 de Julho de 1935 por Cyril Jackson.